# 신반근팔량
신반근팔량(新半斤八兩: Front Page)은 홍콩에서 제작된 진흔건 감독의 1990년 영화이다. 허관걸 등이 주연으로 출연하였다.

## 출연

### 주연
- 허관걸
- 허관문
- 허관영

### 조연
- Winnie Lau
- 나관란
- 리하이성
- 태보
- 예룽쭈
- 원신의
- 홍흔
- 이사기
- 유조명
- 모순균
- 진패